# ريدوود (كاليفورنيا)
ريدوود هي ضاحية في شبة جزيرة سان فرانسيسكو ، في منطقة خليج سان فرانسيسكو .

## التركيبة السكانية
حدّد مكتب تعداد الولايات المتحدة بيانات التركيبة السكانية لريدوود في تعداد الولايات المتحدة. في ما يلي، التركيبة السكانية حسب تعدادي 2000 و2010.

### تعداد عام 2000
بلغ عدد سكان ريدوود 75,402 نسمة بحسب تعداد عام 2000، وبلغ عدد الأسر 28,060 أسرة وعدد العائلات 17,902 عائلة مقيمة في المدينة. في حين سجلت الكثافة السكانية 838 نسمة لكل كيلومتر مربع (2,170.4/ميل2). وبلغ عدد الوحدات السكنية 28,921 وحدة بمتوسط كثافة قدره 321.4 لكل كيلومتر مربع (832.4/ميل2).
وتوزع التركيب العرقي للمدينة بنسبة 68.97% من البيض و2.54% من الأمريكيين الأفارقة و0.51% من الأمريكيين الأصليين و8.91% من الأمريكيين ذوي الأصول الآسيوية و0.88% من سكان جزر المحيط الهادئ و13.97% من الأعراق الأخرى و4.22% من عرقين مختلطين أو أكثر و31.24% من الهسبانيون أو اللاتينيون من أي عرق.
بلغ عدد الأسر 28,060 أسرة كانت نسبة 33.9% منها لديها أطفال تحت سن الثامنة عشر تعيش معهم، وبلغت نسبة الأزواج القاطنين مع بعضهم البعض 49.2% من أصل المجموع الكلي للأسر، ونسبة 9.9% من الأسر كان لديها معيلات من الإناث دون وجود شريك،  بينما كانت نسبة 4.7% من الأسر لديها معيلون من الذكور دون وجود شريكة وكانت نسبة 36.2% من غير العائلات. تألفت نسبة 27.1% من أصل جميع الأسر من عدة أفراد يعيشون في نفس المنزل ونسبة 8% كانت تتألف من شخص يعيش بمفرده يبلغ من العمر 65 عاماً أو أكثر. وبلغ متوسط حجم الأسرة المعيشية 2.62، أما متوسط حجم العائلات فبلغ 3.20.
بلغ العمر الوسطي للسكان 34.8 عاماً. وكانت نسبة 23.1% من القاطنين تحت سن الثامنة عشر، وكانت نسبة 8% بين الثامنة عشر والرابعة والعشرين عاماً، ونسبة 36.3% كانت واقعةً في الفئة العمرية ما بين الخامسة والعشرين والرابعة والأربعين عاماً، ونسبة 20.4% كانت ما بين الخامسة والأربعين والرابعة والستين، ونسبة 9.6% كانت ضمن فئة الخامسة والستين عاماً فما فوق. يوجد لكل 100 أنثى 99.4 ذكر، ويوجد لكل 100 أنثى في الثامنة عشر من عمرها فما فوق 98.0 ذكر.
بلغ متوسط دخل الأسرة في المدينة 55,068 دولارًا، أما متوسط دخل العائلة فبلغ 60,290 دولارًا. وكان متوسط دخل الذكور 41,810 دولارًا مقابل 35,741 دولارًا للإناث. وسجل دخل الفرد الخاص بالمدينة 25,839 دولارًا. وكانت نسبة 5.2% من العائلات ونسبة 7.6% من السكان تحت خط الفقر، وكان من هؤلاء نسبة 8.5% تحت سن الثامنة عشر ونسبة 8.3% في الخامسة والستين من العمر وما فوق.

### تعداد عام 2010
بلغ عدد سكان ريدوود 76,815 نسمة بحسب تعداد عام 2010، وبلغ عدد الأسر 27,957 أسرة وعدد العائلات 18,242 عائلة مقيمة في المدينة. في حين سجلت الكثافة السكانية 853.7 نسمة لكل كيلومتر مربع (2,211.1/ميل2). وبلغ عدد الوحدات السكنية 29,167 وحدة بمتوسط كثافة قدره 324.1 لكل كيلومتر مربع (839.4/ميل2).
وتوزع التركيب العرقي للمدينة بنسبة 60.22% من البيض و2.45% من الأمريكيين الأفارقة و0.67% من الأمريكيين الأصليين و10.70% من الأمريكيين ذوي الأصول الآسيوية و1.03% من سكان جزر المحيط الهادئ و19.48% من الأعراق الأخرى و5.45% من عرقين مختلطين أو أكثر و38.81% من الهسبانيون أو اللاتينيون من أي عرق.
بلغ عدد الأسر 27,957 أسرة كانت نسبة 35.9% منها لديها أطفال تحت سن الثامنة عشر تعيش معهم، وبلغت نسبة الأزواج القاطنين مع بعضهم البعض 48.8% من أصل المجموع الكلي للأسر، ونسبة 11.2% من الأسر كان لديها معيلات من الإناث دون وجود شريك،  بينما كانت نسبة 5.2% من الأسر لديها معيلون من الذكور دون وجود شريكة وكانت نسبة 34.7% من غير العائلات. تألفت نسبة 26.5% من أصل جميع الأسر من عدة أفراد يعيشون في نفس المنزل ونسبة 8.6% كانت تتألف من شخص يعيش بمفرده يبلغ من العمر 65 عاماً أو أكثر. وبلغ متوسط حجم الأسرة المعيشية 2.69، أما متوسط حجم العائلات فبلغ 3.26.
بلغ العمر الوسطي للسكان 36.7 عاماً. وكانت نسبة 23.7% من القاطنين تحت سن الثامنة عشر، وكانت نسبة 7.8% بين الثامنة عشر والرابعة والعشرين عاماً، ونسبة 32.3% كانت واقعةً في الفئة العمرية ما بين الخامسة والعشرين والرابعة والأربعين عاماً، ونسبة 25.7% كانت ما بين الخامسة والأربعين والرابعة والستين، ونسبة 10.6% كانت ضمن فئة الخامسة والستين عاماً فما فوق. وتوزع التركيب الجنسي للسكان بنسبة 49.8% ذكور و50.2% إناث.

## المناخ
يظهر الجدول التالي التغييرات المناخية على مدار السنة لريدوود:
| البيانات المناخية لـريدوود        | البيانات المناخية لـريدوود | البيانات المناخية لـريدوود | البيانات المناخية لـريدوود | البيانات المناخية لـريدوود | البيانات المناخية لـريدوود | البيانات المناخية لـريدوود | البيانات المناخية لـريدوود | البيانات المناخية لـريدوود | البيانات المناخية لـريدوود | البيانات المناخية لـريدوود | البيانات المناخية لـريدوود | البيانات المناخية لـريدوود | البيانات المناخية لـريدوود |
| الشهر                             | يناير                      | فبراير                     | مارس                       | أبريل                      | مايو                       | يونيو                      | يوليو                      | أغسطس                      | سبتمبر                     | أكتوبر                     | نوفمبر                     | ديسمبر                     | المعدل السنوي              |
| --------------------------------- | -------------------------- | -------------------------- | -------------------------- | -------------------------- | -------------------------- | -------------------------- | -------------------------- | -------------------------- | -------------------------- | -------------------------- | -------------------------- | -------------------------- | -------------------------- |
| الدرجة القصوى °ف (°م)             | 78 (26)                    | 80 (27)                    | 89 (32)                    | 97 (36)                    | 102 (39)                   | 109 (43)                   | 110 (43)                   | 105 (41)                   | 108 (42)                   | 104 (40)                   | 87 (31)                    | 77 (25)                    | 110 (43)                   |
| الحد الأقصى المتوسط °ف (°م)       | 69.5 (20.8)                | 73.2 (22.9)                | 83.4 (28.6)                | 86.3 (30.2)                | 90.1 (32.3)                | 92.3 (33.5)                | 93.1 (33.9)                | 94.5 (34.7)                | 99.3 (37.4)                | 91.2 (32.9)                | 77.5 (25.3)                | 68.3 (20.2)                | 102.1 (38.9)               |
| متوسط درجة الحرارة الكبرى °ف (°م) | 60.8 (16.0)                | 62.9 (17.2)                | 66.6 (19.2)                | 70.2 (21.2)                | 74.4 (23.6)                | 79.5 (26.4)                | 83.1 (28.4)                | 83.4 (28.6)                | 80.5 (26.9)                | 75.6 (24.2)                | 67.3 (19.6)                | 60.5 (15.8)                | 72.1 (22.3)                |
| متوسط درجة الحرارة الصغرى °ف (°م) | 42.2 (5.7)                 | 44.6 (7.0)                 | 47.1 (8.4)                 | 48.5 (9.2)                 | 51.6 (10.9)                | 55.8 (13.2)                | 58.7 (14.8)                | 59.1 (15.1)                | 56.3 (13.5)                | 53.4 (11.9)                | 48.2 (9.0)                 | 42.0 (5.6)                 | 50.6 (10.4)                |
| الحد الأدنى المتوسط °ف (°م)       | 34.2 (1.2)                 | 36.4 (2.4)                 | 39.1 (3.9)                 | 42.3 (5.7)                 | 47.2 (8.4)                 | 49.4 (9.7)                 | 53.2 (11.8)                | 53.8 (12.1)                | 52.1 (11.2)                | 47.3 (8.5)                 | 40.2 (4.6)                 | 33.8 (1.0)                 | 31.7 (−0.2)                |
| أدنى درجة حرارة °ف (°م)           | 16 (−9)                    | 25 (−4)                    | 29 (−2)                    | 33 (1)                     | 36 (2)                     | 39 (4)                     | 40 (4)                     | 43 (6)                     | 38 (3)                     | 33 (1)                     | 29 (−2)                    | 19 (−7)                    | 16 (−9)                    |
| الهطول إنش (مم)                   | 4.02 (102)                 | 3.96 (101)                 | 3.13 (80)                  | 1.16 (29)                  | 0.47 (12)                  | 0.1 (2.5)                  | 0.01 (0.25)                | 0.05 (1.3)                 | 0.16 (4.1)                 | 1.06 (27)                  | 2.37 (60)                  | 3.84 (98)                  | 20.33 (517.15)             |
| المصدر: "The Weather Channel      |                            |                            |                            |                            |                            |                            |                            |                            |                            |                            |                            |                            |                            |

## توأمة
لريدوود (كاليفورنيا) اتفاقيات توأمة مع كل من:
- زوهاي
- مدينة كوليما

## أعلام
- كريس روبرتس
- جيرارد كي أونيل
- ليندا إدنا كاردليني
- جوزيف ر. غاربر
- لورانس روبرتس
- ألبرت ويليام ستيفنز
- إدغار برايس
- ألكسندر بلاك
- تشيلسي سميث
- جوليان إيدلمان